# Charles de Villers

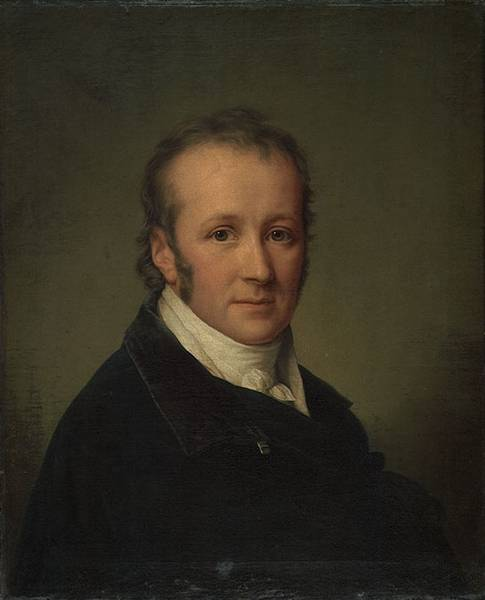
Charles de Villers por el artista Friedrich Carl Gröger, fecha desconocida, c1800

Charles François Dominique de Villers (4 de noviembre de 1765 - 26 de febrero de 1815) fue un filósofo francés. Fue el principal responsable de traducir la filosofía de Immanuel Kant al idioma francés.

## Vida
Villers nació en Boulay-Moselle, Francia. Estudió en el Benedictine College en Metz, y luego se convirtió en alumno de la Escuela de Artillería Aplicada de Metz. Alcanzó el grado de capitán. Como otros oficiales de esa época, como el coronel de artillería Armand Marie Jacques de Chastenet de Puysegur, se interesó en magnetismo animal.
Después de los horrores de la Revolución francesa, Villers se mudó a Alemania y allí en Göttingen en 1794 se hizo amigo de la intelectual alemana Dorothea Schlözer y su esposo, el alcalde Mattheus Rodde. La casa de Rodde-Schlözer fue un centro para intelectuales de toda Europa. Dorothea fue una intelectual pionera, la primera mujer en obtener un título de doctora en Alemania. Villers se mudó con los Rodde-Schlözer en 1797 y vivieron semi-públicamente como un menage a trois el resto de sus vidas. La nacionalidad francesa de Villers pudo preservar la casa de los peores estragos de la ocupación francesa en 1806. Reportó estos eventos catastróficos en su Lettre à Mme la Comtesse de Beauharnais, Fanny, contenant un récit des événements qui se sont passés à Lübeck dans le journées du jeudi 6 de noviembre de 1806 et les suivantes.
En 1811, Villers fue nombrado profesor de filosofía en la Universidad de Göttingen. En 1814, después de la caída del Reino de Westfalia, fue despedido rápidamente por el Gobierno del Reino de Hannover.
Murió en Gotinga en 1815 a los cuarenta y nueve años.

## Relevancia
Villers fue el primero que explicó las obras de Immanuel Kant al mundo de habla francesa. Definió que la revolución en las ideas realizada por Kant fue tan importante como las producidas por Descartes, Lavoisier y  Copérnico.

## Trabajos
- Le Magnétiseur amoureux (1787). Réédition : Vrin, Paris, 2006.
- De la Liberté : son tableau et sa définition ; ce qu'elle est dans la société ; moyens de l'y conserver (1791)
- Lettres Westphaliennes (1797)
- Notice littéraire sur M. Kant et sur l'état de la métaphysique en Allemagne au moment où ce philosophe a commencé d'y faire sensation (1798)
- Idée de ce que pourrait être une histoire universelle dans les vues d'un citoyen du monde (1798)
- Critique de la raison pure (1799). Résumé de l'œuvre de Kant.
- Philosophie de Kant, ou Principes fondamentaux de la philosophie transcendentale (1801)
- Lettre de Charles Villers à Georges Cuvier sur une nouvelle théorie du cerveau, par le Dr Gall, ce viscère étant considéré comme l'organe immédiat des facultés morales (1802)
- Esquisse de l'histoire de l'Église, depuis son fondateur jusqu'à la réformation, pour servir d'Appendice à l'Essai sur l'esprit et l'influence de la réformation de Luther (1804)
- Essai sur l'esprit et l'influence de la réformation de Luther, ouvrage qui a remporté le prix sur cette question proposée dans la séance publique du 15 germinal an X, par l'Institut national de France : Quelle a été l'influence de la réformation de Luther sur la situation politique des différens États de l'Europe, et sur le progrès des lumières ? (1804)
- Lettre à Mme la comtesse Fanny de Beauharnais, contenant un récit des événements qui se sont passés à Lübeck dans les journées du jeudi 6 novembre 1806 et les suivantes (1807)
- Coup d'œil sur les universités et le mode d'instruction publique de l'Allemagne protestante, en particulier du royaume de Westphalie (1808)
- Constitutions des trois villes libres-anséatiques, Lubeck, Bremen et Hambourg. Avec un mémoire sur le rang que doivent occuper ces villes dans l'organisation commerciale de l'Europe (1814)
- Précis historique sur la présentation de la Confession d'Augsbourg à l'empereur Charles-Quint, par plusieurs princes, états et villes d'Allemagne, ouvrage posthume de Mr Charles de Villers, suivi du texte de la Confession d'Augsbourg. Nouvelle traduction française, accompagnée de notes (1817)